# Tecnologia binaural
La tecnologia binaural és un sistema de gravació de so que intenta crear en l'oient una sensació de 3D, imitant la sensació de l'escolta real, és a dir, una escolta binaural.
S'aconsegueix gravant el so amb dos micròfons, un a cada banda d'un cap humà artificial, simulant els seus timpans. Cada gravació, enregistrada pel micròfon respectiu, correspondrà a un auricular diferent alhora de ser escoltada.

### Què és l'escolta binaural
L'audició binaural és el fenomen que ens permet detectar els sons del nostre entorn. Funciona a través de la coordinació mutua entre totes dues oïdes. La informació, en forma de so, és rebuda i interpretada pel cervell. L'audicó binaural ens permet escoltar en profunditat i diferenciar l'origen de les fonts sonores.Per tal de determinar la direcció en que es produeix el so, intervenen 3 factors:
- Retard temporal i l'efecte Haas
  - Cal entendre que les oïdes no estan situades en una mateixa banda de la cara, el crani les separa, deixant espai suficient entre elles perquè el so arribi de diferents maneres a cadascuna. Quan el so arriba abans a una oïda que a l'altra, deduïm que l'origen del so és més proper a la primera. També cal tenir en compte l'efecte Haas:

Es produeix quan el so prové de diferents fonts. El cervell es centra en aquella que té més a prop, però fixa el seu origen en un punt intermedi entre totes.
- La longitud de l'ona.
  - Quan l'ona de so no supera els 30 cm, només s'escolta a través d'una oïda.
- L'emmascarament.
  - Consisteix en l'ocultació del so. Es produeix quan el rebem dos sons de diferents intensitats. El cervell procedeix a emmascarar el més suau.

### Beneficis de l'escolta binaural[2]
- Més intel·ligibilitat en entorns sorollosos
- Més seguretat alhora de detectar sons amb precisió
- Més equilibri sonor que suposa menys esforç auditiu
- Més integració en entorns socials i/o participatius

### Espacialitat
“La sensació que produeix en nosaltres qualsevol espai que habitem no sorgeix exclusivament del que capturem amb la mirada, sino del què escoltem quan ens endinsem en aquest espai (...) Així doncs, no només determina el so el propi, sinó que l'espai que l'envolta i el guarda. Les ones sonores no arriben a les nostres oïdes directament, la majoria de vegades; aquestes interactuen amb les superfícies i reboten contra aquestes. La seva interacció modifica el so. Així com ho fa la qualitat de tals superfícies.
“(...) la nostra percepció sonora varia constantment, ens mostra fins i tot a cegues les propietats del espai i de la matèria de cada forma escultòrica.”

### Registre binaural
Es basa en el principi d'imitació del nostre sistema d'audició. Es du a terme a partir de la gravació simultània de dos micròfons, per tal de crear un efecte de so tridimensional. És habitual utilitzar la tècnica “gravació amb cap de maniquí”. L'enregistrament es realitza amb un cap de maniquí, simulant un humà, que té inserits dos micròfons: un a cada orifici auditiu. Aquests prototips d'enregistrament s'anomenen Dummy Heads.

#### Neumann KU 100
És el model de micròfon Dummy Head més conegut. És un micròfon estèreo binaural. És compatible amb la reproducció amb auriculars, de tal manera, aconsegueix una imatge estèreo similar a la dels micròfons convencionals, però sense perdre profunditat i amplitud en el so.

#### Simulador de cap i tors (HATS, Head and torso simulator)
Existeixen també Dummy Heads que simulen el cap i tors d'un ésser humà. El maniquí mostra oïdes i boca integrats en el crani i proporcionara una reproducció realista de les propietats acústiques d'un cos humà. Pot ser-nos útil per a fer proves d'electroacústica.

#### Simulador d'oïdes sense cap
Aquest model de simulador prescindeix de la forma completa del cap. Tot i així, les oïdes es mantenen, i la distància entre elles segueix sent fidel a la d'un crani humà.
- 3Dio: Presenta dos models simuladors d'oïdes de silicona, separades per 19 cm. És un model considerablement més barat que Neumann KU 100, i que per tant s'utilitza més a nivell consumidor a prosumidor.

- ZiBionic: Micròfon binaural per a la gravació ASMR. De manera similar a 3Dio, ZiBionic no té un model de cap, sinó orelles i canal auditiu que permeten la mobilitat i la proximitat d'objectes al seu voltant afavorint els enregistraments estimulants de l'ASMR (font de so de curt abast, per exemple, xiuxiueig).

- Sound. Codes Kaan: És un micròfon binaural DYU per a artistes sonors. Imprès en 3D, reparteix el canal auditiu humà i la freqüència de ressonància d'aquest. La forma del canal del kaan és essencialment la mitjana de la forma del canal humà. La seva forma i pes faciliten l'enregistrament del so en localitzacions on seria més complexe utilitzar un micròfon de grans mides. (3)

#### Dummy head casolà
Per dur-la a terme es recomana utilitzar un objecte simulador d'un crani humà. És preferible usar un cap de porexpan a escala real, d'aquesta manera les mesures seran més acurades. S'haurà de col·locar dos micròfons a l'alçada on corresponen les oïdes. L'interior del “cap humà” no pot ser buit, és important que els dos micròfons estiguin completament aïllats.

### Mescla ascendent binaural
La gravació binaural va destinada a l'audició amb auriculars. Per poder reproduir l'àudio en altres dispositius amb una sola sortida de so, com un altaveu, es precisa una tècnica d'inversió. La correcció és bàsicament, un HRTF(Head-related transfer function) invertit. És complicat, un cop el HRTF canvia segons la direcció del so, dissenyar aquesta funció invertida. Per això es du a terme mitjançant un filtre simple o ecualitzador. Aquest té la funció de recrear l'equilibre tímbric, per tal que coincideixi amb el timbre del so que es reprodueix amb els auriculars.
Aplicant l'equalitzador a tots dos canals durant l'enregistrament facilitarà l'audició a través d'un altaveu o dispositius amb una sola sortida d'àudio.

### Ambisonics vs Binaural
Sovint es confonen els sistemes d'àudio Ambisonics i Binaural. Tot i fer referència a sistemes semblants, no funcionen de la mateixa manera.
Ambisonics fa referència al sistema que aporta una tècnica de gravació, processament i producció que permet l'audició de qualsevol arxiu d'audio a través d'un sistema d'amplificació que simuli una escolta tridimensional, de 360 graus.
Aquest sistema es va desenvolupar inicialment a la dècada dels 70 pel grup d'investigació britànic National Research Development Corporation, però no va assolir el panorama comercial fins al “boom” recent de la realitat virtual (VR).
La producció de la gravació amb Ambisonics es basa en localitzar un espai amb esfera sonora. El micròfon es col·locara subjectat sobre una estructura de quatre eixos (normalment) i a una ubicació equidistant dins d'aquesta esfera. Ubicarà el so provinent de diferents punts d'un espai 3D.
Els micròfons Ambisonics solen ser d'una sola peça, tot i tenir en el seu interior quatre o més càpsules microfòniques, que per tant enregistraran quatre o més pistes de so. La combinació d'aquestes crea el que avui en dia coneixem com a enregistrament Ambisonics.

### Aplicacions de la tecnologia binaural

#### Museus
A cada dècada que passa, els museus adopten noves maneres de mostrar al públic les exposicions, obres i projectes que contenen. Així, aconsegueixen actualitzar la seva oferta a les tendències de cada moment. Pel que fa a la tecnologia binaural, museus com el del Prado ja l'han inclosa en alguna experiència immersiva, com una que va fer realitat l'any 2019 amb motiu de l'exposició temporal d'”El Gabinete de descanso de Sus Majestades”, publicant a la seva pàgina web una nova manera de visitar la Sala 39, viatjant en el temps i fent un recorregut virtual amb tecnologia binaural per diferents èpoques històriques determinants per Espanya i el mateix museu (1828, 1867, 1936 i 2019, concretament) i un joc també virtual. La tecnologia aplicada permet al públic veure la Sala 39 en aquestes quatre dates, amb la seva corresponent ambientació i exposicions concretes, un mobiliari i una llum determinada i fins i tot un terra diferent segons la data a què fa referència. Aquesta experiència ofereix un aprenentatge diferent, innovador i atractiu de la història que aposta per l'educació interactiva i gairebé cinematogràfica, però sense perdre la qualitat de documental.
No només el museu del Prado ha apostat per aquesta novella introducció tecnològica en el món cultural; la Fundació Joan Miró va dissenyar i dur a terme una experiència immersiva l'any 2018 en la qual la tecnologia binaural posseïa una importància destacada. L'experiència consistia en una audioguia formada per sis peces de música amb àudio 3D a través de les quals s'evocava als visitants la inspiració de Joan Miró per crear les seves obres i permetia entrar a la ment de l'artista mitjançant la tecnologia binaural. Un miler de persones van poder gaudir d'aquesta proposta entre els mesos de maig i juny gràcies a l'empresa de divulgació cultural Antenna Internacional, responsable d'impulsar la iniciativa.
En el sentit tecnològic, el centre Eurecat (dins del Centre Tecnològic de Catalunya) és qui es va ocupar de desenvolupar les eines d'àudio 3D del projecte, amb l'ajuda també d'artistes reconeguts. Gràcies a aquest grup, l'audioguia de la Fundació Miró permetia experimentar l'àudio en tres dimensions, aportant una sensació d'espai i naturalitat molt realista que copia excel·lentment l'oïda humana en sí.
Eurecat va treballar en un projecte anomenat Binci en el qual es van dur a terme tres produccions experimentals. A més a més de la que va tenir lloc a la Fundació Miró, també van desenvolupar-se per a l'Alte Pinakothek (a Múnic), oferint l'experiència 3D de les obres barroques en 2D del museu, i per al Castell de Saint Andrews (a Saint Andrews, Escòcia), fent un viatge cronològic recreant la història del castell a nivell auditiu i amb realitat virtual. D'acord amb un estudi fet als participants de l'experiència, va concloure's que la gran majoria d'oients voldrien escoltar més audioguies amb aquesta tecnologia i afirmaven que l'àudio immersiu els havia permès ser més a prop de les obres. El projecte Binci va tenir una durada de 18 mesos (gener de 2017 - juny de 2018) i va ser finançat per la Unió Europea en el marc del programa Horizon 2020 amb l'objectiu d'innovar en el camp de les tecnologies auditives a les indústries creatives i donar embranzida a l'oferta i la demanda de continguts d'àudio innovadors en el mercat europeu.

#### Concerts, festivals de música i òperes
A banda de l'aplicació de la tecnologia binaural en museus, també existeix en concerts i festivals de música, en els quals el so és la qualitat més imprescindible. N'és un bon exemple el Festival Real 360°, un espectacle musical que va estar fent-se a Barcelona els primers dies d'octubre de l'any 2022, acollint a diferents artistes i presentant la seva obra disposant de tecnologia binaural, pel que aconseguien fer un festival molt més proper, íntim i directe. També existeixen altres músics que aposten per aquesta tecnologia, com el cantautor català Nico Roig, que el passat abril de 2021 va estrenar-se per primera vegada en un concert amb tecnologia binaural al teatre La Sala, a Rubí, amb el qual va presentar el seu últim disc, que havia editat prèviament amb l'ajuda de l'àudio tridimensional. Per fer realitat aquest propòsit auditiu, el públic va haver d'escoltar el concert amb auriculars i va asseure's repartint-se al voltant de la banda musical. Pel que fa als músics, ells tocaven al voltant d'un micròfon amb forma de cap humà i s'hi anaven allunyant o apropant en funció de cada moment i objectiu, fent de l'espectacle un esdeveniment singular i una experiència d'allò més innovadora.
A més a més, ja hi ha òperes que també han decidit unir-se a la revolució de l'àudio 3D. L'Òpera de París, per exemple, va col·laborar amb l'empresa productora PASE i RATP, l'empresa parisina de transport públic, per crear una versió sonora del famosíssim teatre d'òpera de París, en la qual els viatgers de metro que passin a prop de l'estació Ópera puguin escoltar amb auriculars com sona l'edifici en totes les seves cares (entre bastidors, remodelant-se, en la creació de vestits i construcció de decorats, la música…). D'aquesta manera, i amb l'ajuda de la tecnologia binaural, els passatgers poden fer-se una idea del paisatge sonor de l'Òpera de París en tota la seva complexitat, gaudint d'un realisme en el so excel·lent. Aquest projecte viu des de l'any 2020 i es pretén mantenir actiu fins al 2030, de manera que tindrà una durada de 10 anys, i s'hi pot accedir mitjançant la lectura d'un codi QR.

#### Medicina i psicopatologia
Les aplicacions de la tecnologia binaural en l'àmbit cultural són diverses, però també n'existeixen d'altres que pertanyen a sectors diferents, com per exemple el de la medicina i la psicopatologia. En aquests camps s'ha estudiat i comprovat diverses hipòtesis. Per començar, s'ha descobert que els sons binaurals d'una diferència de freqüència d'1 a 4 Hz causen l'aparició d'ones delta que indueixen al son (Davis, 1938). Pel control del dolor, s'ha fet també recerca en el tema i la revista Anaesthesia té publicats dos articles al respecte. El primer explica que l'escolta de sons binaurals per part dels pacients permeten disminuir significativament la dosi d'anestèsia en intervencions quirúrgiques lleus, força més que els sons neutres (Kliemptf i Al, 1999). El segon article fa referència a l'ansietat dels pacients prèvia a les operacions, que disminueix en gran manera si escolten sons binaurals en comptes de sons neutres (Padmanabhan, Hildreth i Laws, 2005). També s'ha analitzat l'efecte que fan els sons binaurals de freqüència alfa i s'ha comprovat que redueixen la pressió arterial i la velocitat de les pulsacions cardíaques fins a un 10%, poden disminuir la sensació de dolor fins a un 50% i augmentar fins a un 23% els nivells de serotonina, amb una conseqüent detriment de fins a un 18% de noradrenalina (Cox, 1996). Fins i tot s'ha descobert que els pacients alcohòlics poden beneficiar-se del so binaural gràcies a un entrenament cerebral de 20 sessions de 40 minuts cadascuna mitjançant ones lentes alfa i theta que els reduïa la tendència dependent d'abús de substàncies, entre altres coses (Peniston i Saxby, 1995). S'ha demostrat també que els sons binaurals la diferència de freqüència dels quals és de 4 a 8 Hz donen lloc a les ones theta, que poden provocar en el subjecte que les rebi diversos estats de relaxació profunda, meditació i creativitat (Hiew, 1995) i també potencien la concentració i la focalització envers una tasca (Pawelek, 1985).

#### Ús personal
Existeixen aplicacions de descàrrega gratuïta que permeten dur-nos a un estat de relaxació i meditació mitjançant l'emissió d'ones amb freqüències d'entre 8 i 15 Hz, com Binaural Beats Alpha Waves, que pretén ajudar als usuaris a relaxar-se amb aquest tipus de teràpia sonora. L'app conté fins a sis nivells d'intensitat d'ones i permet la possibilitat d'escoltar una cançó de manera binaural. Amb l'opció de pagament de l'aplicació, poden escoltar-se tantes cançons com es vulguin i pot accedir-se a un temporitzador, per tal de fer sessions d'un temps concret i igual sempre que es vulgui.